# Asclepias stenophylla
Asclepias stenophylla är en oleanderväxtart som beskrevs av Asa Gray. Asclepias stenophylla ingår i släktet sidenörter, och familjen oleanderväxter. Inga underarter finns listade i Catalogue of Life.